# Pucarani
Pucarani är en ort i Bolivia.   Den ligger i departementet La Paz, i den västra delen av landet, 500 km nordväst om huvudstaden Sucre. Pucarani ligger 3 865 meter över havet och antalet invånare är 918.
Terrängen runt Pucarani är platt åt nordost, men åt sydväst är den kuperad. Runt Pucarani är det ganska glesbefolkat, med 43 invånare per kvadratkilometer.. Närmaste större samhälle är Batallas, 12,6 km nordväst om Pucarani.
Trakten runt Pucarani består i huvudsak av gräsmarker.